# جيمس نولز الثالث
جيمس نولز الثالث هو سياسي أمريكي، ولد في 1980 في فيرغسون في الولايات المتحدة. نشط حزبياً في الحزب الجمهوري.